# 福岡県道26号北九州芦屋線
福岡県道26号北九州芦屋線（ふくおかけんどう26ごう きたきゅうしゅうあしやせん）は、福岡県北九州市若松区から遠賀郡芦屋町に至る県道（主要地方道）である。北九州市都市計画道路のひとつである。

## 概要
北九州市若松区鴨生田1丁目から遠賀郡芦屋町大字芦屋に至る。起点側は南下する国道199号の代替に直進、住宅地である高須を経由、江川を渡ると北九州市八幡西区に入る。北九州市営バス向田営業所前を経て曲川を渡り遠賀郡水巻町猪熊を経由。橋長500 mの御牧大橋を渡ると遠賀郡遠賀町の北端・島津地区を通る。最後に西川を超えると遠賀郡芦屋町に入り、堤防を越えて芦屋ボートレース場前交差点で終点となる。交通量は多いが、全線片側2車線であり渋滞は少ない。総延長距離の大半を北九州市若松区が占め、他の自治体の総延長は短い。特に八幡西区はわずかな区間のみを走行する。

### 路線データ
- 起点：福岡県北九州市若松区鴨生田1丁目（鴨生田交差点、国道199号交点、福岡県道277号頓田二島線終点）
- 終点：福岡県遠賀郡芦屋町大字芦屋（芦屋浜口南交差点、国道495号交点、福岡県道285号浜口遠賀線終点）

## 歴史
- 1993年（平成5年）
  - 4月1日 - 路線認定

当時の福岡県道26号北九州芦屋福岡線のうち、遠賀郡芦屋町から福岡市東区までの区間が国道495号に昇格。残された北九州市若松区から遠賀郡芦屋町までの区間を同日路線認定（路線番号は変更せず）し現在に至る。
  - 5月11日 - 建設省から、県道北九州芦屋線が北九州芦屋線として主要地方道に指定される[1]。

## 路線状況

### 道路施設

#### 橋梁
- 廻川橋（新法寺川、北九州市若松区）
- 払川大橋（北九州市若松区）
- 正の江橋（坂井川、北九州市若松区）
- 思楽橋（北九州市若松区）
- 向田橋（江川、北九州市若松区 - 北九州市八幡西区）
- 曲川大橋（曲川、北九州市八幡西区 - 遠賀郡水巻町）
- 御牧大橋（延長500 m、遠賀川、遠賀郡水巻町 - 遠賀郡遠賀町）
- 西川新橋（西川、遠賀郡遠賀町 - 遠賀郡芦屋町）

## 地理

### 通過する自治体
- 北九州市（若松区 - 八幡西区）
- 遠賀郡水巻町
- 遠賀郡遠賀町
- 遠賀郡芦屋町

### 交差する道路
| 交差する道路                      | 市町村名 | 市町村名 | 交差する場所         | 交差する場所            |
| --------------------------------- | -------- | -------- | -------------------- | ----------------------- |
| 国道199号 福岡県道277号頓田二島線 | 北九州市 | 若松区   | 鴨生田1丁目          | 鴨生田交差点 / 起点     |
| 福岡県道278号払川折尾線           | 北九州市 | 若松区   | 大字払川             | 払川交差点              |
| 福岡県道11号有毛引野線            | 北九州市 | 若松区   | 大字蜑住（あまずみ） | 大鳥居西交差点          |
| 福岡県道202号水巻芦屋線           | 北九州市 | 若松区   | 高須南5丁目          | 向田橋交差点            |
| 福岡県道73号直方水巻線            | 遠賀郡   | 水巻町   | 猪熊8丁目            | 御牧大橋東交差点        |
| 福岡県道27号直方芦屋線            | 遠賀郡   | 遠賀町   | 大字島津             | 島津北交差点            |
| 国道495号 福岡県道285号浜口遠賀線 | 遠賀郡   | 芦屋町   | 大字芦屋             | 芦屋浜口南交差点 / 終点 |

### 沿線
- 若松区役所島郷出張所
- 二島西公園
- 福岡障害者職業能力開発校
- 北九州市立高須中学校
- 北九州市営バス向田営業所
- 遠賀川（御牧大橋で越える）
- 芦屋競艇場
- 航空自衛隊芦屋基地